# Yo-Yo Ma
Yo-Yo Ma (født 7. oktober 1955 i Paris) er en fransk-født amerikansk-kinesisk cellist. Han fik sin skolegang i New York City, og blev betragtet som et vidunderbarn. Har har udgivet over 90 musikalbum, og modtaget 18 Grammy Awards.

## Historie
Han blev født i Paris af kinesiske forældre med musikalsk baggrund. Da Ma var fem år gammel flyttede familien til New York City.
Siden en ung alder har Yo-Yo Ma spillet cello med de største klassiske orkestre i verden, ligesom han har modtaget en lang række internationale priser og anerkendelser for sit arbejde. Blandt andet fik han Polar Music Prize i 2012.

## Diskografi
1978:
- Finzi: Concerto for Cello and Orchestra Op. 40 (reissued 2007)

1979:
- Robert White Sings Beethoven

1980:
- Saint-Saëns: Carnival of the Animals | Variations on a Theme of Beethoven, OP. 35 | Polonaise, OP. 77
- Saint-Saëns and Lalo: Cello Concertos
- Beethoven: Triple Concerto in C Major, Op.56

1981:
- Haydn: Cello Concertos
- Beethoven: Complete Sonatas for Cello and Piano, Vol. 1 (med Emanuel Ax)

1982:
- Kreisler, Paganini

1983:
- Bach: Sonatas for Viola da Gamba and Harpsichord
- Bach: The Six Unaccompanied Cello Suites
- Shostakovich and Kabalevsky: Cello Concertos
- Beethoven: Cello Sonatas, Op.5, Nos.1 & 2
- Kreisler, Paganini: Works

1984:
- Bolling: Suite for Cello and Jazz Piano Trio
- Beethoven: Complete Sonatas for Cello and Piano, Vol. 2 (med Emanuel Ax)
- Schubert: String Quintet
- Haydn: Three Favorite Concertos -- Cello, Violin and Trumpet Concertos
- Beethoven Sonatas, Volume 2, No. 3, Op. 69; No. 5 Op. 102, No. 2

1985:
- Japanese Melodies
- Elgar, Walton: Cello Concertos
- Mozart: Divertimento, K.563
- Brahms: Sonatas for Cello and Piano (med Emanuel Ax)
- Schubert: Quintet in C Major

1986:
- Strauss: Don Quixote; Schoenberg: Concerto
- Beethoven: Complete Sonatas for Cello and Piano, Vol. 3 (med Emanuel Ax)
- Dvořák: Cello Concerto
- Beethoven: Cello Sonata No.4; Variations

1987:
- Boccherini: Concerto | J.C. Bach: Sinfonia Concertante and Grand Overture
- Mozart: Adagio and Fugue in C Minor | Schubert: String Quartet No.15
- Beethoven: Complete Cello Sonatas

1988:
- Schumann: Cello Concerto | Fantasiestucke, Op. 73 | Adagio and Allegro, Op. 70 | Funf Stucke im Volkston, Op. 102 (med Emanuel Ax)
- Dvořák: Piano Trios (med Emanuel Ax and Young Uck Kim)
- Brahms: Double Concerto; Piano Quartet (tracks 1-3, med Chicago Symphony Orchestra med Claudio Abbado, conductor; tracks 4-7, med Emanuel Ax, Isaac Stern, and Jaime Laredo)
- Shostakovich: Piano Trio | Cello Sonata (med Emanuel Ax)

1989:
- Barber: Cello Concerto | Britten: Symphony for Cello & Orchestra
- Strauss and Britten: Cello Sonatas (med Emanuel Ax)
- Shostakovich: Quartet No.15 | Gubaidulina: Rejoice!
- Anything Goes: Stephane Grappelli & Yo-Yo Ma Play (Mostly) Cole Porter
- Great Cello Concertos: Dvořák, Elgar, Haydn, Saint-Saëns, Schumann
- The Japanese Album
- Portrait of Yo-Yo Ma
- Shostakovich: Symphony No.5; Cello Concerto

1990:
- Mozart: Serenade No. 10 | Sonata for Bassoon and Cello
- Brahms: The Piano Quartets (med Emanuel Ax, Isaac Stern, and Jaime Laredo)
  - 2 CDs: Piano Quartet No.1, op. 25 and No. 3, op. 60; Piano Quartet No. 2, op. 26
- A Cocktail Party
- Strauss: Don Quixote; Die Liebe der Danae

1991:
- Prokofiev and Rachmaninoff: Cello Sonatas (med Emanuel Ax)
- Tchaikovsky Gala in Leningrad
- Brahms: Double Concerto; Berg: Chamber Concerto
- Saint-Saëns: Cello Concerto No.1; Piano Concerto No.2; Violin Concerto No.3

1992:
- Hush (med Bobby McFerrin)
- Prokofiev: Sinfonia Concertante | Tchaikovsky: Variations
- Brahms: String Sextets | Theme and Variations for Piano
- Brahms: Sonatas for Cello and Piano (med Emanuel Ax)
- Saint-Saëns: Organ Symphony; Bacchanale; Marche Militaire; Carnaval des animaux; Danse Macabre

1993:
- Schoenberg: Verklarte Nacht | String Trio
- Made in America
- Yo-Yo Ma at Tanglewood (VHS)
- Faure: Piano Quartets (med Emanuel Ax, Isaac Stern, and Jaime Laredo)

1994:
- Immortal Beloved
- Chopin: Chamber Music (med Emanuel Ax (tracks 1-9), Pamela Frank (tracks 1-4), and Ewa Osinska (track 10))
- The New York Album
- Greatest Hits: Gershwin
- Greatest Hits: Tchaikovsky
- Beethoven, Schumann: Piano Quartets (med Emanuel Ax, Isaac Stern, and Jaime Laredo)
- Dvořák in Prague: A Celebration

1995:
- Concertos from the New World
- Greatest Hits: Saint-Saëns
- Tackling the Monster: Marsalis on Practice (VHS)
- Brahms, Beethoven, Mozart: Clarinet Trios (med Emanuel Ax and Richard Stoltzman)
- The Essential Yo-Yo Ma

1996:
- Premieres: Cello Concertos by Danielpour, Kirchner and Rouse
- Schubert and Boccherini String Quintets
- Lieberson: King Gesar | Corigliano: Phantasmagoria (med Emanuel Ax (all tracks), tracks 1-7: Omar Ebrahim, Peter Serkin, Andras Adorjan, Deborah Marshall, William Purvis, David Taylor, Stefan Huge, and Peter Lieberson)
- Appalachia Waltz
- Schubert: Trout Quintet; Arpeggione Sonata (med Emanuel Ax, Pamela Frank (tracks 1-5), Rebecca Young (tracks 1-5), Edgar Meyer (tracks 1-5), and Barbara Bonney (track 9))

1997:
- Soul of the Tango, musik af Astor Piazzolla
- Liberty!
- The Tango Lesson
- Seven Years in Tibet
- Symphony 1997
- Mozart: The Piano Quartets (med Emanuel Ax, Isaac Stern, and Jaime Laredo)
- From Ordinary Things
- Goldschmidt: The Concertos

1998:
- John Tavener: The Protecting Veil
- Erich Wolfgang Korngold/ Schmidt: Music for Strings and Piano Left Hand
- Inspired by Bach: "Falling Down Stairs" -- Cello Suite No.3
- Inspired by Bach
- Inspired by Bach: "Struggle For Hope" -- Cello Suite No.5
- Inspired by Bach: "The Music Garden" -- Cello Suite No.1
- Inspired by Bach: "Sarabande" -- Cello Suite No.4
- Inspired by Bach: "The Sound of the Carceri" -- Cello Suite No.2
- Inspired by Bach: "Six Gestures" -- Cello Suite No.6

1999:
- John Williams Greatest Hits 1969–1999
- My First 79 Years
- Solo
- Brahms: Piano Concerto No.2, Cello Sonata Op.78
- Lulie the Iceberg
- Songs and Dances
- Franz Joseph Haydn
- Simply Baroque (med Ton Koopman and the Amsterdam Baroque Orchestra)
- Dvořák: Piano Quartet No.2 | Brahms: Sonata for Piano and Cello in D major, op. 78 (med Emanuel Ax, Isaac Stern (tracks 1-4), and Jaime Laredo (tracks 1-4))

2000:
- Inspired by Bach, Volume 2 (DVD)
- Inspired by Bach, Volume 3 (DVD)
- Tan Dun: Crouching Tiger, Hidden Dragon
- Inspired by Bach, Volume 1 (DVD)
- Corigliano: Phantasmagoria (The Fantasy Album)
- Simply Baroque II (med Ton Koopman and the Amsterdam Baroque Orchestra)
- Appalachian Journey Live in Concert (VHS and DVD)
- Appalachian Journey (med Edgar Meyer and Mark O'Connor)
- Dvořák: Piano Quartet No.2, Sonatina in G, Romantic Pieces

2001:
- Classic Yo-Yo
- Classical Hits
- Heartland: An Appalachian Anthology

2002:
- Naqoyqatsi: Original Motion Picture Soundtrack composed by Philip Glass
- Yo-Yo Ma Plays the Music of John Williams
- Silk Road Ensemble: Silk Road Journeys: When Strangers Meet
- Meyer and Bottesini Concertos (med Edgar Meyer (tracks 1-3): Concerto for Cello and Double Bass)

2003:
- Paris - La Belle Époque
- Master and Commander: Original Motion Picture Soundtrack
- Obrigado Brazil

2004:
- The Dvořák Album
- Vivaldi's Cello
- Obrigado Brazil Live
- Silk Road Ensemble: Silk Road Journeys: Beyond the Horizon

2005:
- Yo-Yo Ma Plays Ennio Morricone, arranged and conducted by Ennio Morricone
- Memoirs of a Geisha (soundtrack) (med Itzhak Perlman) (komponeret og dirigeret af John Williams)

2007:
- Appassionato
- Dvořák in Prague: a Celebration (DVD)

2008:
- Silk Road Ensemble: New Impossibilities
- Songs of Joy & Peace

2009:
- "Cinema Paradiso" on Chris Botti in Boston
- 30 Years Outside the Box—Box set includes two bonus disks med various previously unreleased recordings

2010:
- Mendelssohn: Piano Trios and Songs without Words | Beethoven Ghost Piano Trio (med Emanuel Ax, Itzhak Perlman (tracks 1-8), Pamela Frank (track 14))

2011:
- The Goat Rodeo Sessions (med Stuart Duncan, Edgar Meyer, and Chris Thile)

2015:
- Before this World (med James Taylor)
- Songs from the Arc of Life (med Kathryn Stott)

2016:
- Yo-Yo Ma & Silk Road Ensemble: Sing Me Home

2018
- Six Evolutions - Bach: Cello Suites[4]

2020
- Beethoven: Triple Concerto & Symphony No. 7 (med Anne-Sophie Mutter and Daniel Barenboim)[5]
- Not Our First Goat Rodeo (med Stuart Duncan, Edgar Meyer, and Chris Thile)